# Mistral (L9013)
Pour les articles homonymes, voir Mistral et PHA.
Le Mistral (L9013) est un porte-hélicoptères amphibie (PHA) de la Marine nationale française. Il est le premier d'une série de trois unités dont la classe en hérite le nom : la classe Mistral. Porte-hélicoptères d’assaut amphibie, son appellation OTAN est Landing Helicopter Dock (LHD). Jusqu'en janvier 2019, les PHA étaient appelés BPC (bâtiment de projection et de commandement).
Il peut être intégré soit au groupe aéronaval français, soit à une NATO Response Force (force de réaction de l’OTAN) ou à des missions de maintien de la paix sous mandat de l’ONU ou dans le cadre de l’Union européenne.
Au total, la marine nationale dispose de trois bâtiments de ce type : en plus du Mistral, le Tonnerre (L9014) qui a été admis au service actif le 1er août 2007. Le Dixmude (L9015), est entré en service le 27 juillet 2012. Les trois PHA ont remplacé les TCD Ouragan, Orage et Foudre. La construction d'une quatrième unité devant initialement remplacer le TCD Siroco a été annulée.
Le Havre (Seine-Maritime) est la ville marraine du PHA Mistral depuis le 15 novembre 2009.

## Construction

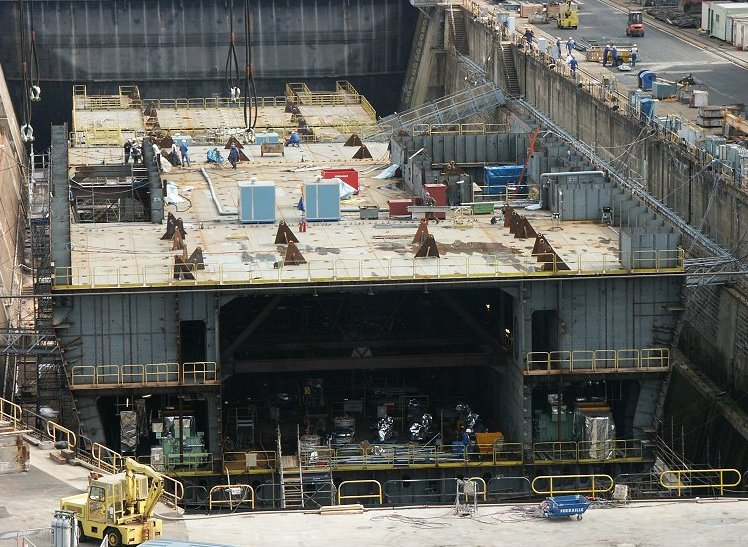
Assemblage de la partie arrière du Mistral à Brest (10 septembre 2003)

À la DCN de Brest a lieu, le 9 juillet 2002, la découpe de la première tôle de la partie arrière du Mistral, puis le 13 décembre de celle du Tonnerre. De leur côté, les Chantiers de l'Atlantique de Saint-Nazaire découpent la première tôle de la partie avant du Mistral le 28 janvier 2003 puis du Tonnerre. Le premier bloc de la coque arrière du Tonnerre est mis en cale sèche le 26 août 2003, puis celle du Mistral le 13 octobre 2003.
Ces méthodes d’ingénierie marquent le début d’un renouveau de l’ingénierie navale militaire française puisque, à Brest comme à Saint-Nazaire, la construction se fait en parallèle et plus précisément face à face dans le même bassin, un ascenseur permettant l’accès rapide des ouvriers aux bâtiments.

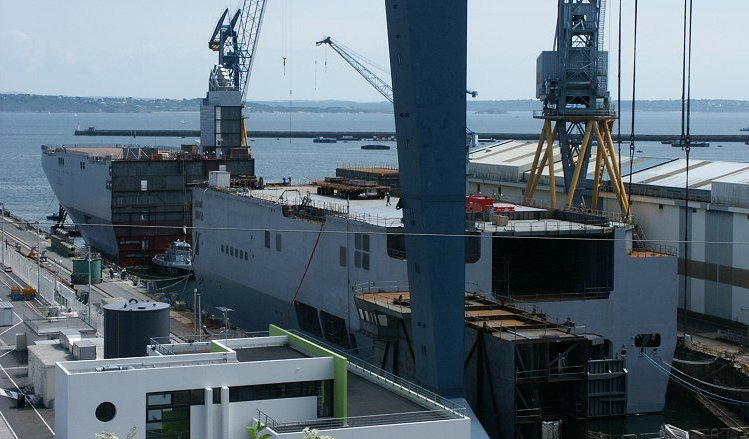
Arrivée de la partie avant du Mistral à Brest avant jonction (19 juillet 2004)

Mise sur cale à Saint-Nazaire le 23 janvier 2004, la partie avant du Mistral réalisée dans cette même ville est remorquée du 16 au 19 juillet 2004 vers Brest. Le 30 juillet 2004 débute la jumboïsation (jonction) des parties avant et arrière dans le bassin no 9.
En accord avec le calendrier, le Mistral est mis à flot le 6 octobre 2004.
La livraison du Mistral, prévue au 2e trimestre 2005 est retardée de un an à un an et demi à cause de problèmes industriels survenus lors de la mise au point du système SENIT 9 (DCN) et de détériorations rencontrées sur 8 000 m2 des planchers en linoleum de la partie avant (Chantiers de l'Atlantique).

## Caractéristiques

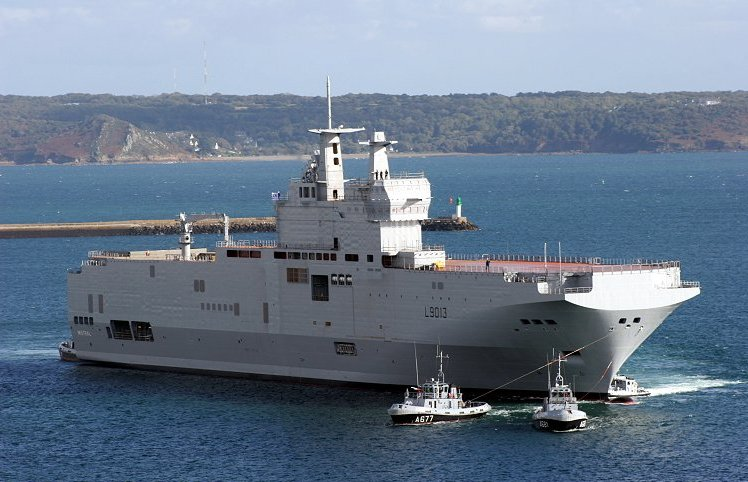
La hauteur du Mistral (L9013) par rapport à celle de ses remorqueurs est comparable lors de son lancement à Brest (6 octobre 2004)

Au sein de la Force d’action navale de la Marine nationale, le Mistral est le plus important bâtiment en tonnage après le porte-avions nucléaire (PAN, CVN selon l’OTAN) Charles-de-Gaulle, qu’il dépasse d’ailleurs en hauteur d’un mètre au niveau du pont d’envol. Déplaçant 21 300 tonnes à pleine charge, il a une longueur de 199 mètres, une largeur de 32 m et un tirant d’eau de 6,2 m.

### Navigation
Le Mistral est équipé de deux centrales de navigation inertielle Gyrolaser (Ring Laser Gyro) SIGMA 40 créées par Sagem.

## Essais et exercices

### Vérification des capacités militaires
Anciennement appelée « croisière d'endurance » puis « traversée de longue durée » (TLD), l'actuelle « vérification des capacités militaires » (VCM) d'une durée de 3 mois a pour objectif de certifier les bâtiments de la Marine nationale à la conduite d’une opération amphibie. Celle du Mistral se déroule du 21 mars au 31 mai 2006 (départ et retour à Toulon) en mer Méditerranée et dans l’océan Indien. Il effectue ses premières escales à l’étranger à La Sude (Grèce) du 8 au 12 avril, à Djibouti (République de Djibouti) du 19 au 22 avril, à Kochi (Inde) du 2 au 5 mai, puis à nouveau à Djibouti du 11 au 16, où il procède à divers « exercices de sécurité », et enfin à Akzaz (Turquie) du 23 au 28.

### Exercices d’appontage d’aéronefs
À peu près tous les types d’hélicoptères en service dans l’Armée française, soient ceux de l’Aviation légère de l'Armée de terre (ALAT), de l’Armée de l'air et de la Marine nationale, ont apponté sur un PHA.
Le 8 février 2005, un Agusta Westland Lynx de la Marine puis un Eurocopter EC-725 Cougar de l’ALAT se posent à l’arrière du Mistral. Le premier appontage d’un NHIndustries NH90-NFH (Nato Frigate Helicopter), qui doit constituer à terme la moitié du groupe aérien-type de 16 voilures tournantes des PHA pour le transport de troupes et de matériels (l’autre moitié étant l’hélicoptère de combat Eurocopter EC665 Tigre pour l’appui des troupes au sol), a lieu le 9 mars 2006 à bord du Mistral au large de Toulon.
Du 9 au 13 mars 2009 se déroule une première campagne d'homologation de l'hélicoptère de combat Tigre à bord du Mistral, au large de Toulon. La capacité de projection de l'appareil à partir d'un porte-hélicoptères est homologuée le 9 décembre 2009 et est suivie le lendemain de tirs réels air-mer et air-sol de roquettes et canon sur les polygones de tir de l'île du Levant (de jour) et au camp de Canjuers (de nuit).
Le 27 novembre 2009 ont lieu à bord du Mistral des essais d'appontage d'hélicoptères de combat Ka-27 Helix, Ka-29TB Helix-B et Ka-52 Alligator. C'était la première fois que le Ka-52 Alligator appontait sur un navire ; cet événement historique a eu lieu en présence de M. Sergei Victorovitch Mikheev, directeur général et constructeur en chef de la firme Kamov depuis 35 ans.

### Exercices amphibies

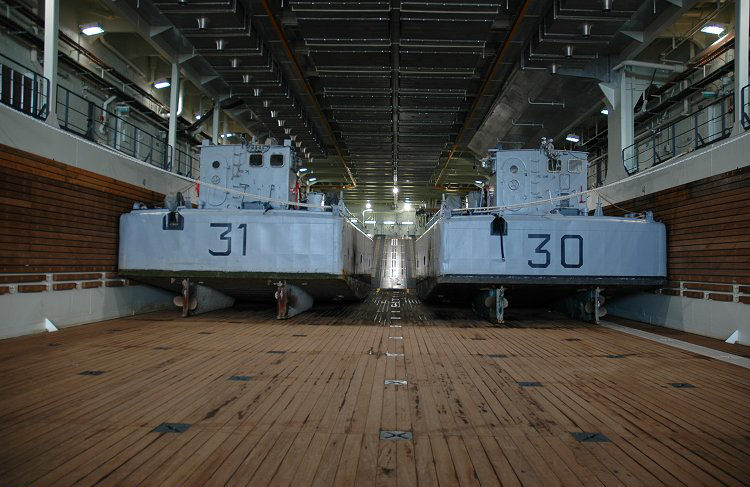
Deux embarcations de débarquement CTM dans le radier du Mistral à l'occasion de sa traversée de longue durée (avril 2006)

Sur la plage des Saumonards, sur l’île d'Oléron (France), le Mistral participe du 27 au 30 mars 2006 à l’exercice SKREO de transbordement avec les embarcations du 1er escadron amphibie du 519e régiment du train (519e RT) et les sapeurs du 6e régiment du génie (6e RG).
Le 19 avril 2006, un déradiage de deux Chalands de transport de matériel (CTM) du Mistral a lieu en mer Rouge.
Du 29 septembre au 13 octobre 2006, le Mistral participe en Méditerranée avec sept autres bâtiments français à l’exercice OTAN Brillant Midas 2006, réunissant trente navires de surface, six sous-marins, trente-cinq aéronefs de douze nations ainsi que 5 000 militaires. Il se déroule en deux phases amphibies : un exercice de débarquement et de rembarquement sous responsabilité française sur la plage du Dramont, près de Fréjus (France) le 5 octobre, puis un autre exercice de « jeu tactique », avec le suivi d’un scénario en temps réel du 8 au 12 octobre visant à attaquer une place forte et protéger un aéroport avant un débarquement dans la rade du Racou, entre Argelès-sur-Mer et Port-Vendres (France) le 9 octobre 2006.
Du 5 au 16 février 2007, l’exercice annuel EXENAU, en rade et au large de Toulon (4 jours) permet d’accueillir à nouveau à bord du Mistral un PC NOE. Le scénario met en scène « un immense archipel situé au milieu de l’océan Atlantique et composé de six pays fictifs », dont toutes les caractéristiques influant sur la manœuvre (météo, routes, population, institutions…) étaient notifiées dans des country books. La capacité PC NOE est examinée dans des domaines de l’infrastructure (il s’agissait de vérifier que celles du Mistral répondaient aux besoins de fonctionnement autonome d’un état-major), de l’information (il s’agissait de contrôler la possibilité, pour le PC de force, de gérer l’information entrante et de diffuser les ordres) et de l’environnement (il fallait s’assurer de la possibilité de travailler quelle que soit la situation de veille ou d’action du bâtiment). Des représentants allemands et italiens disposant également d’un PC de force européen avaient été invités à participer à l’exercice.
Sur une plage de la presqu’île de Rhuys (France) en océan Atlantique, le Mistral participe du 19 au 25 mai 2007 à l’exercice SKRE0 2007 d’évacuation de ressortissants d’un pays imaginaire. L’exercice mobilise 1 000 militaires et plus de 300 véhicules dont 140 blindés sur roues,.
Du 5 au 7 février 2008, le Mistral participe à l'exercice « Écume éternelle » au large de Toulon (France). Il se base sur un pays fictif, Terrebrune (représenté par la région Provence-Alpes-Côte d'Azur) qui est le théâtre de troubles politiques au cours desquels les 400 ressortissants français sont la cible d’exactions. La France est mandatée par l'ONU pour déployer une force d’interposition pour y ramener la stabilité. Au cours de cet exercice, le Mistral et le TCD Foudre projettent des troupes et des véhicules amphibies sur la plage de La Coudoulière (Port Pothuau) situé à Hyères-les-Palmiers sous la protection des frégates Cassard (D614), Courbet (F712) et Dupleix (D641). Des nageurs de combat et quatre commandos sont mis à l’eau pour infiltrer la plage et garantir la mise en place des troupes amphibies. Un hélicoptère Tigre de l'ALAT et deux hélicoptères Gazelle sont chargés de surveiller les abords de la plage et de protéger le débarquement des troupes d’infanterie par hélicoptères Caracal et Puma. Deux chalands de transport de matériel (CTM), le chaland de débarquement d’infanterie et de chars Rapière (CDIC), ainsi qu’un LARC XV (véhicule amphibie chargé de fantassins) plagent successivement pour débarquer leur matériel et les troupes chargées de tenir tête aux rebelles si d’aventure ceux-ci s’approchaient. Deux Super-Etendard modernisés (SEM) de l’aviation navale et deux Mirage F1 de l’Armée de l’air, positionnés sur une base à proximité décollent alors pour soutenir les troupes au sol.
Du 21 septembre au 3 octobre 2009, le Mistral participe en Méditerranée avec treize autres navires français à l’exercice OTAN Loyal Midas 2009, réunissant 31 bâtiments, dont le porte-aéronefs Giuseppe Garibaldi, trois sous-marins, quarante-cinq aéronefs de huit nations ainsi que 4 000 militaires.
Il a participé à la Mission Corymbe, un dispositif naval visant à assurer la présence permanente d'un bâtiment dans le Golfe de Guinée et au large des côtes d'Afrique de l'Ouest.

### Autres exercices

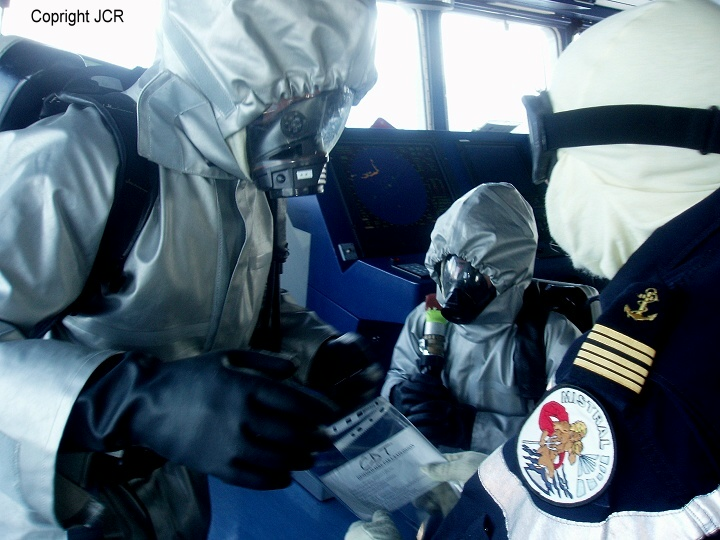
Exercice NRBC sur la passerelle du Mistral (L9013) en Méditerranée (17 octobre 2007)

Du 22 au 29 avril 2006, le Mistral procède en mer Rouge et dans le golfe d'Aden à des essais d’arrosage en pluie et de protection contre arme nucléaire, radiologique, bactériologique et chimique (NRBC). Divers autres exercices du même type ont lieu régulièrement à bord du Mistral ou du Tonnerre.
En mars 2007, les installations de télémédecine de l’hôpital embarqué sont testées sur le Mistral.
Le 22 septembre 2008, la Force d'action navale appareille de Toulon pour l’exercice trimestriel Gabian. Le Mistral est accompagné des frégates Cassard (D614), Jean Bart (D615), Montcalm (D642), Jean de Vienne (D643), Cdt Ducuing (F795), La Fayette (F710), et Germinal (F735), du chasseur de mines de classe Tripartite Orion (M645), des bâtiments-base de plongeurs-démineurs (BBPD) Pluton (M622) et Achéron (A613) ainsi que des CDIC Rapière (L9061) et Hallebarde (L9062). À la suite de cet exercice, le Mistral entre en cale sèche le 29 septembre jusqu'au 13 octobre 2008 pour une intervention au niveau d'un propulseur d'étrave.

## Opérations

### Opération Baliste (2006)
Sept unités de la Marine nationale représentant 1 700 marins sont présentes sur la zone de l’opération Baliste pour assurer l’évacuation de 4 753 ressortissants lors du conflit israélo-libanais de 2006 : les frégates Jean de Vienne (D643), puis Montcalm (D642) qui la remplace, Jean Bart (D615) et Cassard (D614), le TCD Foudre (L9011) sans compter trois bâtiments qui effectuent des missions de soutien à l’opération : les BCR Var (A608) et Marne (A630), ainsi que la frégate La Fayette (F710). Mis en alerte le 15 juillet 2006 alors que le Mistral était en chantier, son équipage « était au complet le 17 au matin, et nous recevions à bord l’antenne chirurgicale avec son matériel et 25 personnes, dont sept médecins et trois chirurgiens », déclare le capitaine de vaisseau Frédéric Jubelin. Selon la même source, « le vaste chantier […] fait place à un navire parfaitement opérationnel, avec le plein de gazole, de carburant aviation et des vivres pour 600 personnes et 45 jours. Parallèlement, sont embarqués 650 hommes de l’armée de Terre et 85 véhicules, dont 5 chars AMX-10 RC et une vingtaine de véhicules de l'avant blindés (VAB) et de véhicules blindés légers (VBL) […]. Le dispositif sera complété par 4 hélicoptères Puma et Gazelle ».

Le bâtiment appareille de Toulon le 19. Le lendemain, alors qu’il file à 17 nœuds, il reçoit 2 Cougar au large de la Crète (Grèce) tandis qu’en plus des exercices habituels, marins et soldats se préparent aux missions qui pourraient leur être confiées par le chef d’état-major des armées (CEMA). L’état-major embarqué affine l’organisation du rapatriement de ressortissants candidats au départ, les chefs de secteurs et de sections procèdent à de multiples séances d’instruction, notamment médicales. Le Mistral arrive sur la zone d’opération Baliste le 22 pour relever le Siroco dans sa fonction de commandement. Le 25, de 9 h 30 à 14 h 0, le Mistral embarque à Beyrouth (Liban) des ressortissants français et étrangers et appareille à 14 h 30 pour Mersin (Turquie). Selon le capitaine de vaisseau Gilles Humeau, commandant du Mistral, le Mistral dépasse alors toutes les attentes en augmentant sa capacité d’accueil de réfugiés de 1 300 à 1 376 et estime que « 1 500 est encore un nombre raisonnable ». Au plus fort des opérations, 2 200 personnes se trouvaient à bord, la capacité maximale étant calculée à 4400 personnes par la Marine nationale

### Mission Corymbe 92 (2008)
Pour un article plus général, voir Mission Corymbe.
Du 9 janvier au 19 avril 2008, le Tonnerre participe à la mission Corymbe 92 dans le golfe de Guinée, où il remplace le Bougainville (L9077), présent dans la région depuis novembre 2007. Cette mission, « résolument orientée sur le soutien humanitaire et sur des actions de coopération concrète avec les pays de la région » comprend des escales à Dakar (Sénégal) du 18 au 23 janvier, à Conakry (Guinée) du 25 au 27 janvier, à Dakar du 4 au 7 février puis du 19 au 25 à Lomé (Togo), une escale technique à Dakar les 2 et 3 mars, des mouillages à Limbé (Cameroun) du 9 au 13 mars, à São Tomé (São Tomé-et-Principe) les 14 et 15 mars, à Libreville les 17 et 18 mars puis à Port-Gentil (Gabon) du 22 au 24 mars, à Pointe-Noire (République du Congo) les 27 et 28 mars, Dakar (Sénégal) du 10 au 13 avril puis Toulon.
Le 29 janvier à l'aube, sur sollicitation du Centre européen d'analyse et d'opérations contre le trafic maritime de stupéfiants (Maritime Analysis Operation Center – Narcotics) en accord avec l'Office central pour la répression du trafic illicite de stupéfiants (OCRTIS), le Tonnerre intercepte 2,5 tonnes de cocaïne sur un bateau de pêche, à 520 km de Monrovia (Liberia) puis, le 7 février, 3,2 tonnes sur un cargo Ro-Ro à 300 kilomètres au sud-ouest de Conakry.
Du 19 au 22 février 2008, le Tonnerre participe à l'exercice Zio 2008 qui rassemble 5 sections représentant environ 1 200 militaires togolais, béninois et français visant à exfiltrer des ressortissants étrangers et des réfugiés menacés au « Monoland », territoire fictif où se déroulent les combats entre rebelles et armée loyaliste. L'assaut final contre les rebelles a lieu le 21 février près de Tsévié à environ 35 kilomètres de Lomé avec largage de parachutistes togolais d'un Transall de l'Armée de l'air française. Cet exercice a pour but de préparer les troupes de ces pays qui seront déployées au Darfour dans le cadre de la Mission conjointe des Nations Unies et de l'Union africaine au Darfour (Minuad). Le Tonnerre appareille de Toulon le 12 janvier 2009 pour un déploiement de deux mois et demi en Atlantique pour un exercice amphibie aux États-Unis. Sur son transit retour, le Tonnerre participe en février 2009 à la mission Corymbe, assurant la relève du transport de chalands de débarquement Foudre.

### Mission Gavial 08 (2008)
Le Mistral est déployé du 12 février au 27 juin 2008 (départ et retour à Toulon) dans l’océan Indien et en Extrême-Orient. Les escales comprennent Aqaba (Jordanie) du 19 au 24, Djeddah (Arabie saoudite) du 28 février au 2 mars,,, Djibouti (République de Djibouti) du 7 au 12 mars, Singapour du 25 au 28 mars, Yokosuka (Japon) du 9 au 13 avril en présence du Premier ministre français François Fillon, Shanghaï (Chine) du 16 au 21 avril, Port Kelang (Malaisie) du 30 avril au 3 mai puis Chennai (Inde) du 8 au 15 mai. Après avoir embarqué de l'aide humanitaire à la Birmanie, touchée par le cyclone Nargis (opération Orcaella), le Mistral appareille le 15 mai et se trouve sur zone le 18 mai, en attendant l'autorisation des autorités, qui est refusée le 21. Il est décidé le 25 par les ministères français de la Défense et des Affaires étrangères de décharger le Mistral à Phuket (Thaïlande) le 28, « le Programme alimentaire mondial, au titre de ses responsabilités en matière logistique, en prendra réception et se chargera de l'acheminer en Birmanie dans les zones sinistrées, pour être distribué par les agences des Nations unies et les ONG »,,. La date des escales suivantes (Vishakapatnam (Inde) du 15 au 17 pour l'exercice Varuna 08,, Chennai (Inde) du 18 au 23, Abou Dabi (Émirats arabes unis) du 1er au 5 juin et Djibouti (République de Djibouti) du 12 au 15) est modifiée. À la place, le Mistral fait escale à Langkawi (Malaisie) du 29 mai au 2 juin 2008, puis à Djibouti (République de Djibouti) du 15 au 17 juin 2008.

### Mission Jeanne d'Arc(2011)
Le Mistral accompagné de la frégate Georges Leygues, formant le groupe école Jeanne d'Arc quitte Brest le 28 février 2011, pour quatre mois et demi de mission en Méditerranée, en mer Rouge et en océan Indien. L'objet de cette mission Jeanne d'Arc 2011 est la formation pratique des 135 officiers élèves issus de l’École navale, de l’École des officiers du commissariat de la Marine, de l’École des administrateurs des affaires maritimes et de l’École de santé des armées. Le 2 mars 2011, il est annoncé que le Mistral, ainsi que des gros-porteurs, servirait à l'évacuation, en moins d'une semaine, d'environ 5 000 ressortissants égyptiens massés à la frontière entre la Libye et la Tunisie à la suite de la révolte libyenne de 2011. Finalement, lorsque le bâtiment arrive au port de Zarzis, les ressortissants ont déjà été évacués par avion ; dès lors, il décharge 130 m3 de fret humanitaire et poursuit sa mission Jeanne d'Arc.

### Opération Harmattan (2011)
Dans le cadre de l'opération Harmattan, un détachement d'hélicoptères composé, en août 2011, de 18 hélicoptères de l'ALAT (8 Gazelle Viviane/Hot, 2 Gazelle Canon, 2 Gazelle Mistral, deux Tigre et 4 SA330 Puma provenant de toutes les unités ALAT) et de 2 hélicoptères Caracal de l'armée de l'air. sous le commandement, en septembre 2011 du colonel Pierre Meyer, chef du corps du 3e régiment d'hélicoptères de combat, a été embarqué à bord du Tonnerre le 17 mai après la décision officielle du président de la République de projeter un groupe aéromobile sur un BPC, prise le 12 mai au soir.
Le Tonnerre commandant la TF 473 est déployé au large de la Libye; des hélicoptères de combat de l'aviation légère de l'Armée de terre française de type Tigre et Gazelle ont conduit pour la première fois dans la nuit du vendredi 3 au samedi 4 juin 2011.
C'est une première opération interarmées et internationale, tant pour les Français que pour les Britanniques qui ont de leur part embarqué 4 hélicoptères Apache de l'armée de terre britannique sur le HMS Ocean (L12).
Entre le 12 et le 14 juillet 2011, le groupement aéromobile comprenant un total une vingtaine d'hélicoptères est transféré du Tonnerre au Mistral qui prend sa relève. En septembre 2011, le Tonnerre retourne sur le théâtre des opérations pour effectuer la relève du Mistral.
Le 22 octobre 2011, la TF 473 quitte la zone d’opérations pour rallier Toulon. Le groupe aéromobile embarqué a tiré 431 missiles air-sol Hot tirés par les hélicoptères Gazelle de l'aviation légère de l'Armée de terre, 1 500 roquettes tirés par les hélicoptères Tigre. Une demi-douzaine de missiles Mistral auraient été également utilisés.

### Mission Jeanne d'Arc(2017)
Le 28 février 2017, le Mistral part en mission dans l'Océanie escorté par la frégate Courbet.

### Opération Résilience(2020)
Pour répondre à la crise pandémique de Covid-19 en France, le Mistral est déployé en soutien dans le Sud-Ouest de l'océan Indien, dans le cadre de l'opération Résilience, accompagné de la frégate d'escorte Guépratte. Après avoir débarqué une soixantaine de militaire à Mayotte pour les renforts locaux, il effectue plusieurs rotations de transport de fret médical, sanitaire et alimentaire entre La Réunion et Mayotte pour acheminer le soutien logistique depuis la métropole en complément au pont aérien établi par Air Austral,.

### 2022 Fortaleza

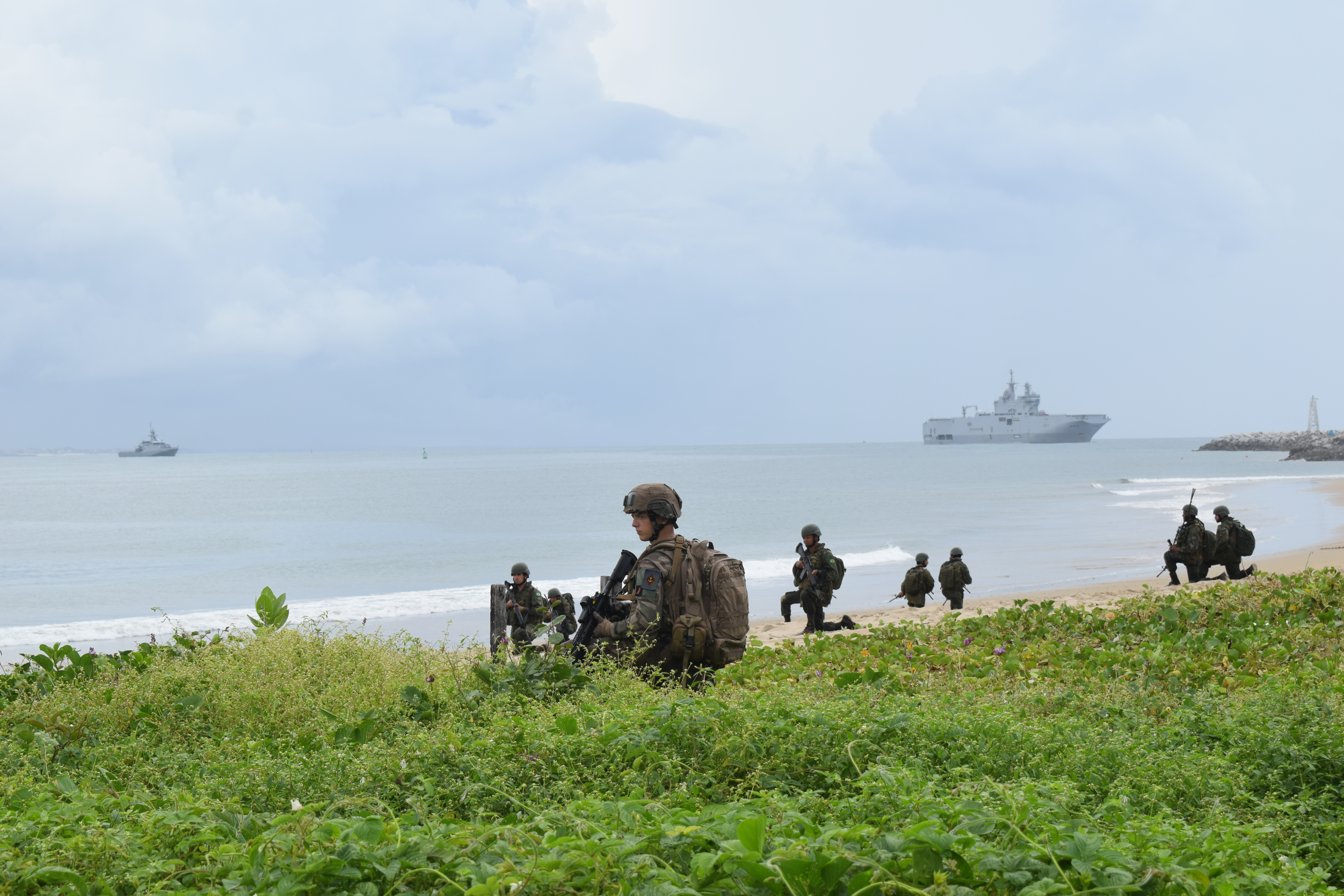
L'opération interarmes Fortaleza entre le 28 mai et le 1er juin 2022 à Fortaleza avec la marine brésilienne.

### Commandement
- ? - 2022 : Capitaine de vaisseau Alexis Muller
- 2022 - en cours : Capitaine de vaisseau Olivier Roussille[52].

## Autour du navire

### Histoire et traditions

#### Les bâtiments ayant porté le nom deMistral
Par le passé, deux torpilleurs de la Marine nationale française ont porté le nom de Mistral :
Un premier bâtiment du type Cyclone, déplaçant 148 tonnes à pleine charge et long de 46 mètres, mis en service en 1901. Basé à Brest, on connaît peu de chose sur son rôle pendant la Première Guerre mondiale. Il a surtout ensuite été  utilisé comme bateau hydrographique et comme dragueur de mines. Il fut désarmé en 1927 et démoli un an plus tard.
Un deuxième du type 1 500 tonnes de la classe Bourrasque entra en service en 1928 et combattit pendant la Seconde Guerre mondiale. Il a été mis à contribution en 1936 lors de la guerre d'Espagne. Il a participé à l'évacuation de Dunkerque du 23 mai au 3 juin 1940 (opération Dynamo) pendant la bataille de France, avant d’être saisi le 3 juillet 1940 (opération Catapult) par les Britanniques. Rebaptisé HMS Mistral (indicatif visuel H 03), il fit la guerre sous pavillon et avec équipage de la Royal Navy. La totalité de son artillerie française a été remplacée par des pièces britanniques. Il sera rendu à la France en 1945 et retiré du service en 1950,.
Puis à partir de 1982, c'est une vedette garde-côte des douanes de type Agly qui porta ce nom.

#### Héraldique
Le blason du Mistral actuel, homologué par l’État-major de la marine le 23 mai 2005, est un motif circulaire d’argent « représentant en son centre un génie marin émergeant derrière un rocher au milieu des flots d’azur foncés placés en pointe. Chevelé et méché d’or, vêtu d’une cape de gueules battant au vent, empoignant à dextre un trident au naturel et appaumée à senestre d’une conque de tenné d’où s’échappe son souffle en forme d’éventail éclaté d’azur clair. Le tout sommé de l’inscription en lettres capitales d’azur foncé « Mistral ». La devise du bâtiment est Ubi vult spirat (Il souffle où il veut), selon l’évangile selon Jean. Sa ville marraine est Le Havre. La cérémonie officielle de parrainage s'est tenue à la mairie le 15 novembre 2009, au cours d'une escale du bâtiment.

### Culture
- Un espace thématique itinérant « Mistral » & « Tonnerre », navires de demain est ouvert au public sur le réseau du Musée national de la Marine au Palais de Chaillot à Paris (13 octobre 2004-16 mai 2005) puis sur ses sites du château de Brest (11 juin-15 décembre 2005) et de l’ancien arsenal de Toulon (1er février-8 juin 2006) ;
- Une exposition Débarquements, illustrant l’histoire des opérations amphibies de débarquement, a lieu au Musée national de la Marine au Palais de Chaillot à Paris (22 octobre 2008-9 février 2009) ;
- Une exposition de photographies de Cybèle Desarnauts, Au cœur du « Mistral », est prévue du 11 février 2010 au 6 mars 2010 sur le quai Cronstadt à Toulon. Elle présente des photographies issues du recueil du même nom[56].

### Jumelage
Le BPC Mistral est jumelé avec le 5e régiment d'hélicoptères de combat ainsi qu’avec le 1er régiment étranger de cavalerie,.